# Josef Macháček (závodník)
Josef Macháček je český motocyklový závodník. Reprezentoval Českou republiku na Rallye Dakar v závodech čtyřkolek, je vítězem Rallye Dakar a dvojnásobným vítězem závodů silničních motocyklů.
Momentálně závodí v BUGGYRA Racing týmu.

## Galerie

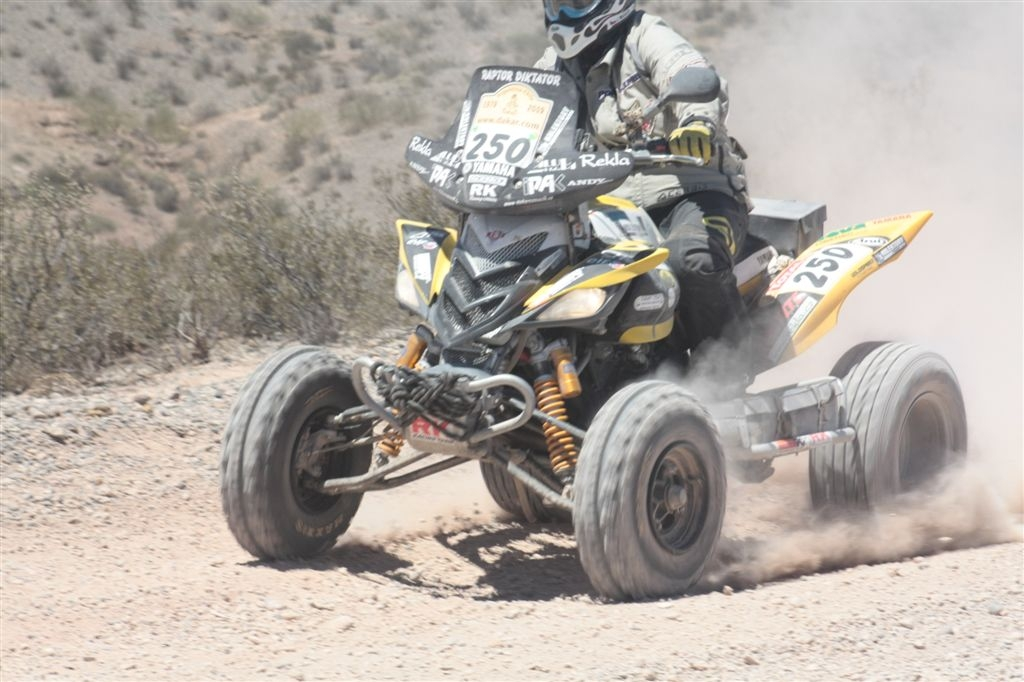
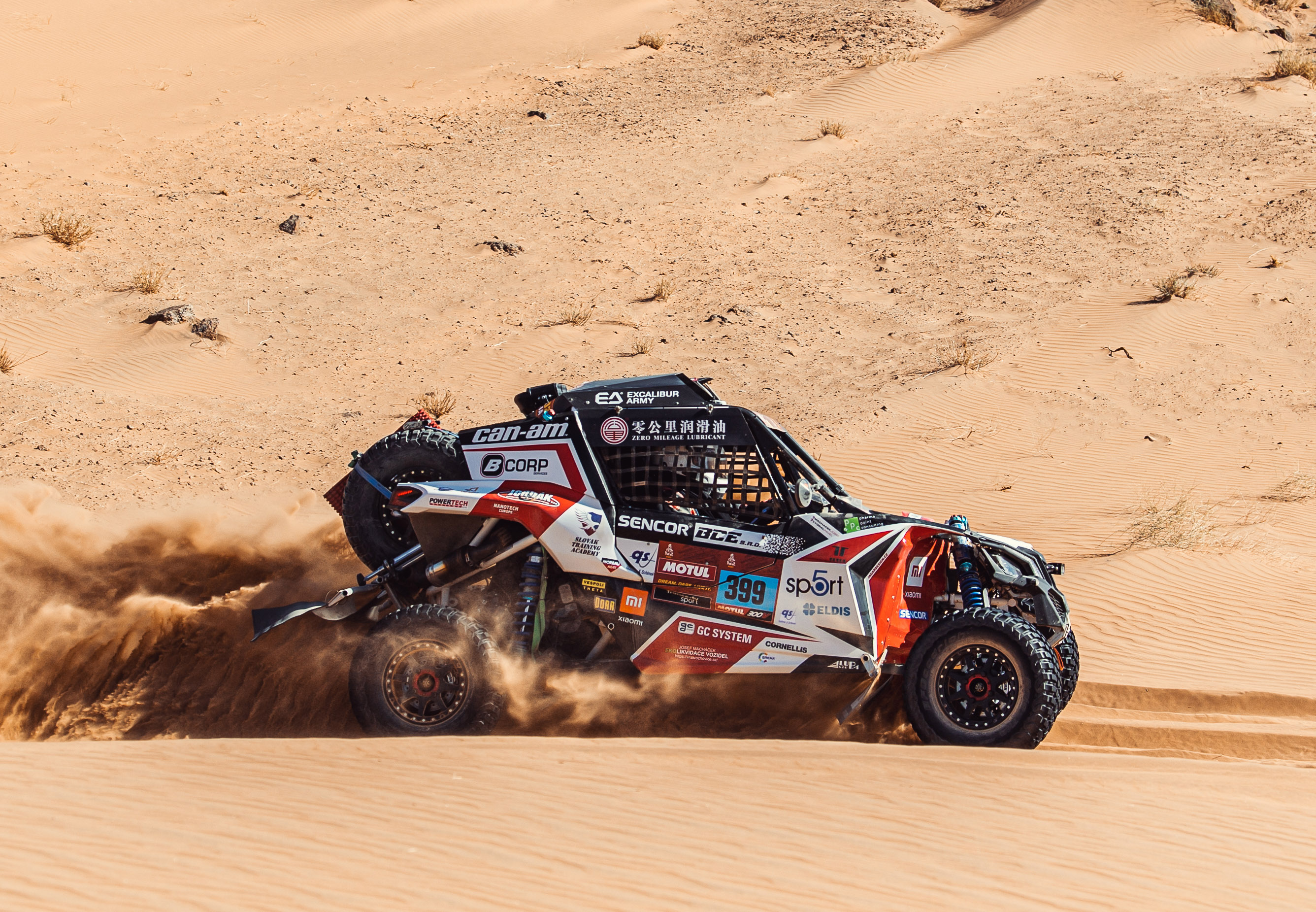
Can-Am BUGGYRA DV50 XRS Josefa Macháčka a Pavla Vyorala - rok 2021